# Поом, Маркус
Маркус Поом (эст. Markus Poom; 27 февраля 1999, Дерби, Великобритания) — эстонский футболист, полузащитник. Выступает за национальную сборную Эстонии.

## Биография

### Клубная карьера
Воспитанник футбольной школы «Нымме Юнайтед» (Таллин). В 2015 году дебютировал во взрослой команде «Нымме Юнайтед», выступавшей во второй лиге (четвёртый дивизион).
С 2016 года выступает за таллинскую «Флору». Дебютный матч за основную команду в чемпионате Эстонии сыграл 16 августа 2016 года против «Тарваса», заменив на 59-й минуте Михкеля Айнсалу. Первый гол забил 25 апреля 2017 года в ворота «Транса». В 2017 году стал чемпионом Эстонии. Финалист Кубка страны сезона 2017/18. В 2018 году принял участие во всех 36 матчах национального чемпионата и стал бронзовым призёром.

### Карьера в сборной
Выступал за сборные Эстонии младших возрастов, начиная с 16 лет.
В национальной сборной дебютировал 11 января 2019 года в товарищеском матче против Финляндии, выйдя на замену в перерыве.

## Достижения
- Чемпион Эстонии: 2017, 2019, 2020, 2022
- Серебряный призёр чемпионата Эстонии: 2021
- Бронзовый призёр чемпионата Эстонии: 2018
- Обладатель Кубка Эстонии: 2019/20
- Финалист Кубка Эстонии: 2017/18, 2020/21
- Обладатель Суперкубка Эстонии: 2020, 2021

## Личная жизнь
Отец — один из самых известных футболистов Эстонии начала XXI века Март Поом.